# Молекулярные провода на основе ДНК
Молекулы ДНК может обладать собственной проводимостью, что позволяет создавать молекулярные нанопровода на её основе. К наиболее перспективным для использования в нанобиоэлектронике относят регулярные полинуклеотидные цепочки. Изучению собственных проводящих свойств таких цепочек посвящено большое число как экспериментальных , так и теоретических работ .
Возможно также использование молекулы ДНК в качестве каркаса для создания нанопроводов. В этом случае проводящие свойства нанопровода будут обусловлены осаждёнными на ДНК атомами металла .